# 水角
水角（学名：Hydrocera triflora）为凤仙花科水角属的唯一一种植物。分布在印度、泰国、印度尼西亚、柬埔寨、越南、斯里兰卡、马来西亚、老挝以及中国大陆的海南等地，生长于海拔100米的地区，多生在湖边、沼泽湿润地及水稻田中，目前尚未由人工引种栽培。